# Burnley (borough)
O Borough de Bunrley ( / b ɜr n l i / ) é um distrito do governo local de Lancashire, Inglaterra, com o estatuto de distrito não-metropolitano e borough. Tem uma área de 110.7 km2 e uma população estimada em 88920 (2019). Leva o nome de sua maior cidade, Burnley. É limitado por Hyndburn, Ribble Valley, Pendle, Rossendale  - todos em Lancashire - e pelo borough de Calderdale, em West Yorkshire. É governado pelo Burnley Borough Council.

## História
O distrito foi formado em 1º de abril de 1974, quando o antigo County Borough de Burnley se fundiu com o Distrito Urbano de Padiham e parte do Distrito Rural de Burnley.
Nessa época, Simonstone e a paróquia de North Town (historicamente associada a Padiham) foram incluídos no distrito, com os dois se fundindo em 1983. No entanto, após uma campanha pública para mover Simonstone para o borough de Ribble Valley e o relatório da Comissão de Fronteiras do Reino Unido ser concluído em 1985, a parte de North Town ao sul do desvio da estrada A6068, em Padiham, foi adicionada a Ightenhill. Outra parte foi transferida para o distrito de Higham with West Close Booth, em Pendle, com pequenos ajustes ocorrendo nas fronteiras com Padiham e Hyndburn, ao longo do rio Calder.
Em 2007, sua proposta de se fundir com o vizinho Pendle Borough Council, para formar uma autoridade unitária maior, foi rejeitada pelo governo.

## Governo
| Conselho do Borough de Burnley (Burnley Borough Council) | Conselho do Borough de Burnley (Burnley Borough Council) | Conselho do Borough de Burnley (Burnley Borough Council) | Conselho do Borough de Burnley (Burnley Borough Council) | Conselho do Borough de Burnley (Burnley Borough Council) |
| -------------------------------------------------------- | -------------------------------------------------------- | -------------------------------------------------------- | -------------------------------------------------------- | -------------------------------------------------------- |
|                                                          |                                                          |                                                          |                                                          |                                                          |
| Partidos                                                 | Partidos                                                 | Cadeiras                                                 | Alterações (Comparado com 2018)                          |                                                          |
|                                                          | Trabalhistas                                             | 22                                                       | 3                                                        |                                                          |
|                                                          | Liberal Democratas                                       | 8                                                        | 3                                                        |                                                          |
|                                                          | BAPIP                                                    | 5                                                        | 1                                                        |                                                          |
|                                                          | Conservadores                                            | 4                                                        | 1                                                        |                                                          |
|                                                          | UKIP                                                     | 3                                                        | 1                                                        |                                                          |
|                                                          | Verdes                                                   | 2                                                        | 1                                                        |                                                          |
|                                                          | Independentes                                            | 1                                                        | 2                                                        | Eleições gerais em Burnley em 2019 - Divisão por Wards   |

O Conselho do Borough de Burnley (Burnley Borough Council, em inglês) teve uma história predominantemente controlada pelos Trabalhistas. O partido voltou ao poder em 2012, após um período de liderança pelos Liberal Democratas. Após a eleição local de 2019, o trabalhismo voltou a perder o controle do Conselho e uma coalizão de todos os outros partidos formou um novo executivo.
O borough é composto por 15 Wards (distritos eleitorais) que elegem um total de 45 conselheiros: Bank Hall, Briercliffe, Brunshaw, Coal Clough with Deerplay, Daneshouse with Stoneyholme, Gannow, Lanehead, Queensgate, Rosegrove with Lowerhouse, Rosehill with Burnley Wood, Trinity, and Whittlefield with Ightenhill, Cliviger with Worsthorne, Gawthorpe e Hapton with Park.
Ele também contém as paróquias civis de Ightenhill, Habergham Eaves, Dunnockshaw, Hapton, Cliviger, Briercliffe e Worsthorne-with-Hurstwood.
Desde 2002, vários integrantes do partido de extrema-direita BNP, de orientação fascista e que, até 2009, quando foi derrotado nos tribunais por discriminação racial, restringia a filiação às pessoas de "origem caucasiana", foram eleitos para o Conselho. No entanto, o último conselheiro ligado ao grupo perdeu a cadeira ao não ser reeleito em 2012.

## Geografia
Lugares no Borough de Burnley incluem:

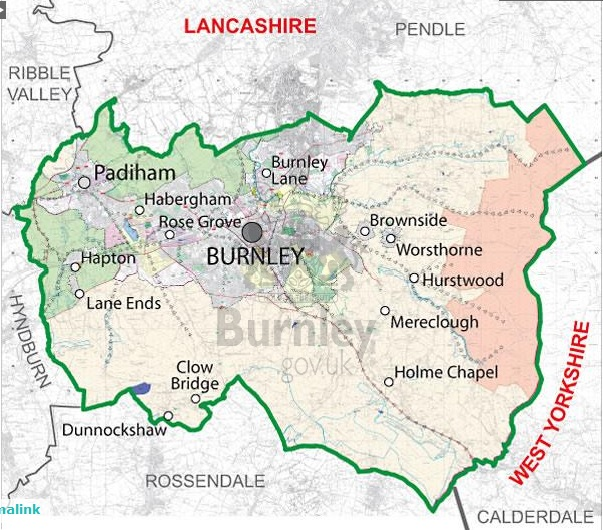
Borough de Burnley

Paróquias civis: 1.Briercliffe-with-Extwistle, 2.Cliviger, 3.Dunnockshaw, 4.Habergham Eaves 5.Hapton, 6.Ightenhill, 7.Padiham, 8.Worsthorne-with-Hurstwood

| Nome             | Paróquias civis           | Classificação | Coordenadas                 |
| ---------------- | ------------------------- | ------------- | --------------------------- |
| Burnley          | N/A                       | Cidade        | 53° 47′ 20″ N, 2° 14′ 53″ O |
| Padiham          | Padiham                   | Cidade        | 53° 47′ 49″ N, 2° 18′ 40″ O |
| Hapton           | Hapton                    | Vila          | 53° 46′ 48″ N, 2° 18′ 54″ O |
| Worsthorne       | Worsthorne-with-Hurstwood | Vila          | 53° 47′ 17″ N, 2° 11′ 28″ O |
| Brownside        | Worsthorne-with-Hurstwood | Aldeia        | 53° 47′ 20″ N, 2° 12′ 00″ O |
| Walk Mill        | Cliviger                  | Aldeia        | 53° 46′ 05″ N, 2° 12′ 36″ O |
| Lane Bottom      | Briercliffe               | Aldeia        | 53° 48′ 58″ N, 2° 11′ 13″ O |
| Mereclough       | Cliviger                  | Aldeia        | 53° 46′ 16″ N, 2° 11′ 35″ O |
| Southward Bottom | Cliviger                  | Aldeia        | 53° 45′ 43″ N, 2° 11′ 53″ O |
| Overtown         | Cliviger                  | Aldeia        | 53° 45′ 58″ N, 2° 11′ 46″ O |
| Holmes Chapel    | Cliviger                  | Vila          | 53° 45′ 11″ N, 2° 11′ 28″ O |
| Hurstwood        | Worsthorne-with-Hurstwood | Aldeia        | 53° 46′ 44″ N, 2° 10′ 55″ O |
| Cockden          | Briercliffe               | Aldeia        | 53° 48′ 36″ N, 2° 11′ 31″ O |
| Clowbridge       | Dunnockshaw               | Aldeia        | 53° 45′ 00″ N, 2° 16′ 01″ O |
| Dunnockshaw      | Dunnockshaw               | Aldeia        | 53° 44′ 46″ N, 2° 16′ 48″ O |
| Rogerham         | Briercliffe               | Aldeia        | 53° 48′ 00″ N, 2° 10′ 48″ O |

|  |  |

### Galeria

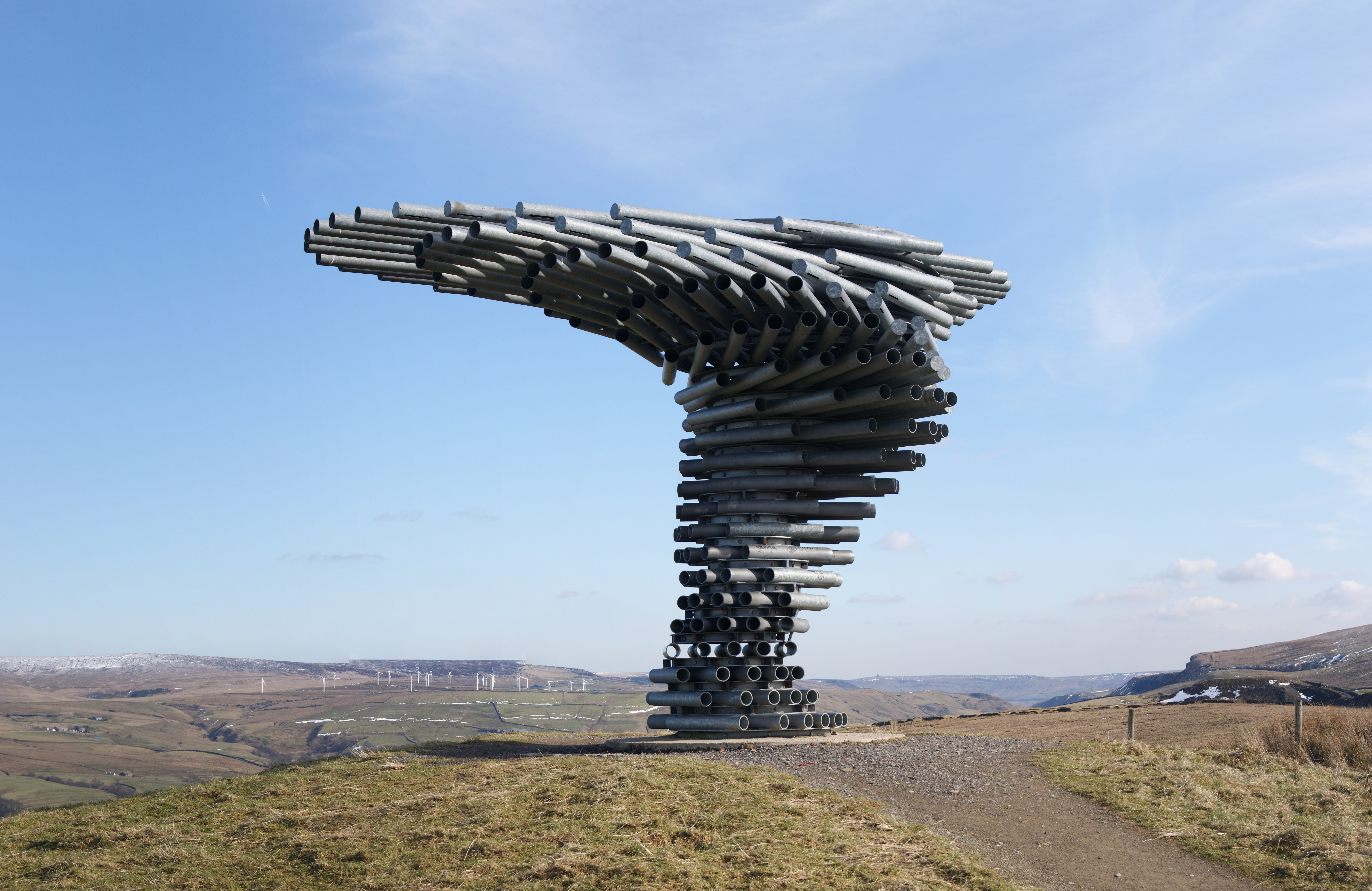
Singing Ringing Tree, escultura sonora movida a vento, semelhante a uma árvore, e com vista para a cidade de Burnley.
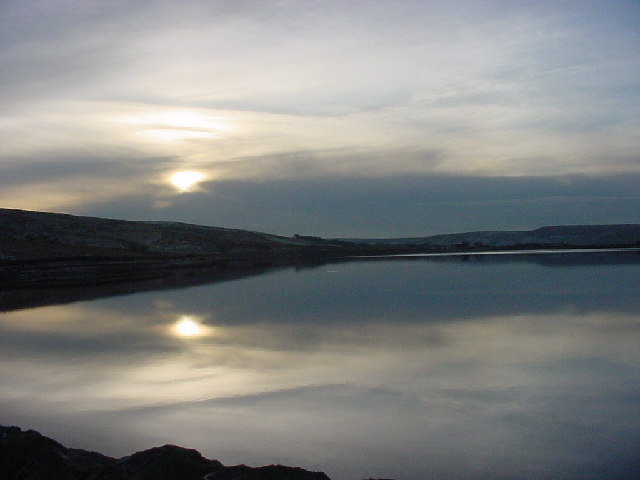
Reservatório de Clowbridge, Dunnockshaw.
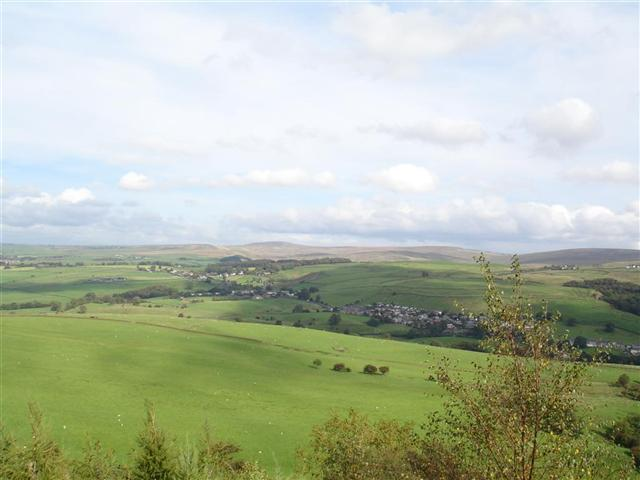
O desfiladeiro de Cliviger, que atravessa os Peninos em Yorkshire
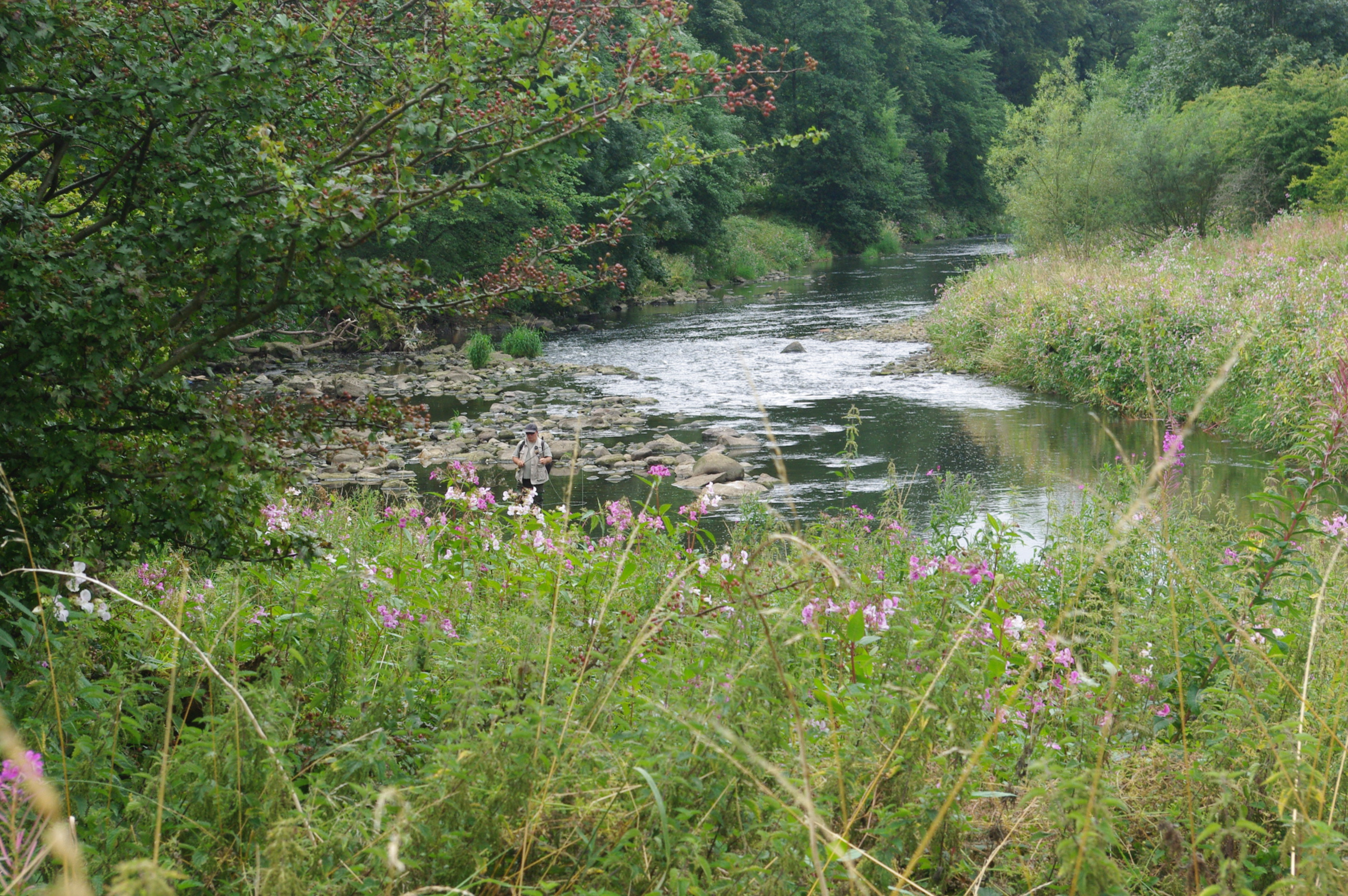
Rio Calder, próximo a Gawthorpe Hall.
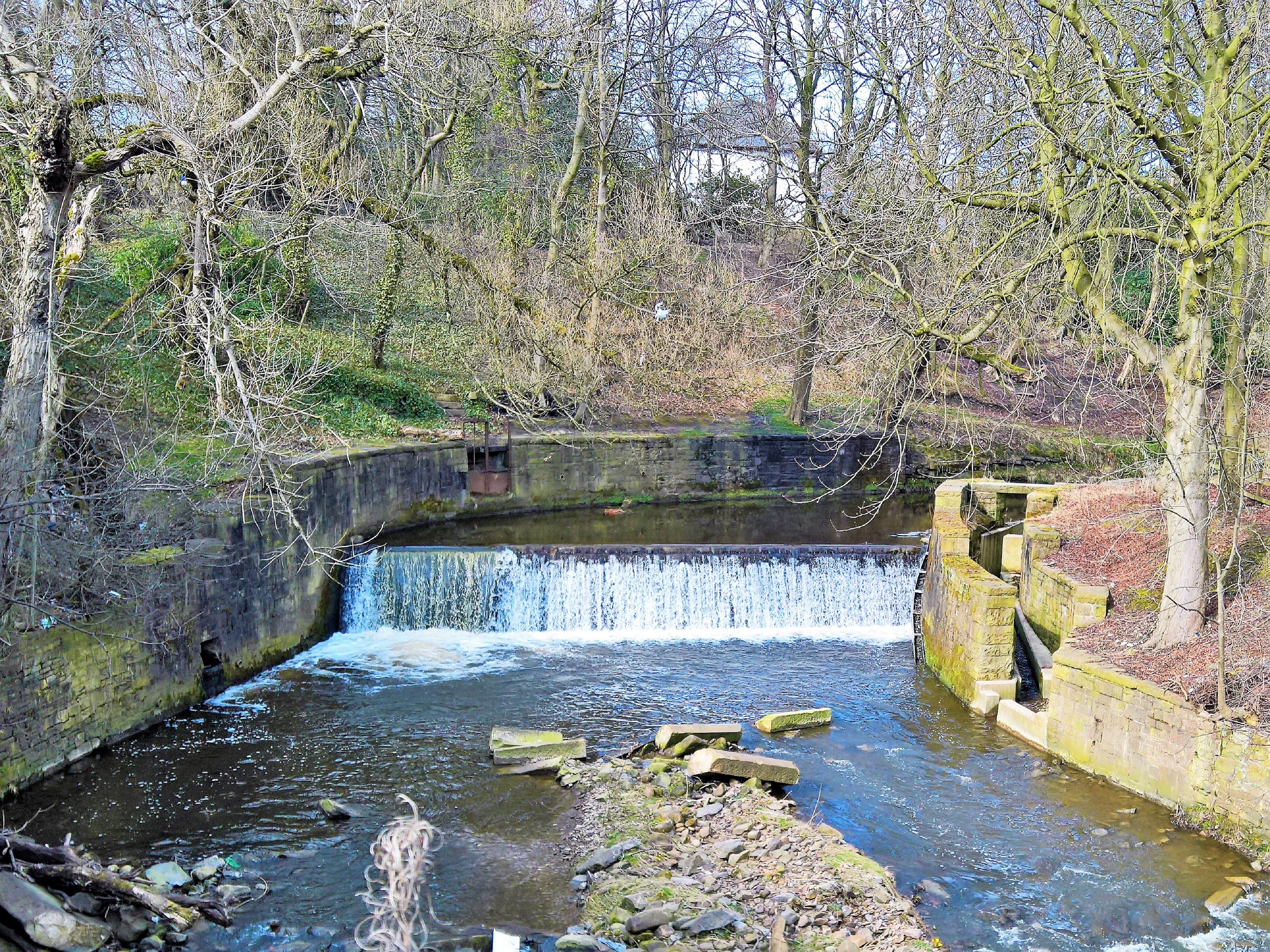
O velho açude no rio Brun, perto de Bank Hall, em Burnley.
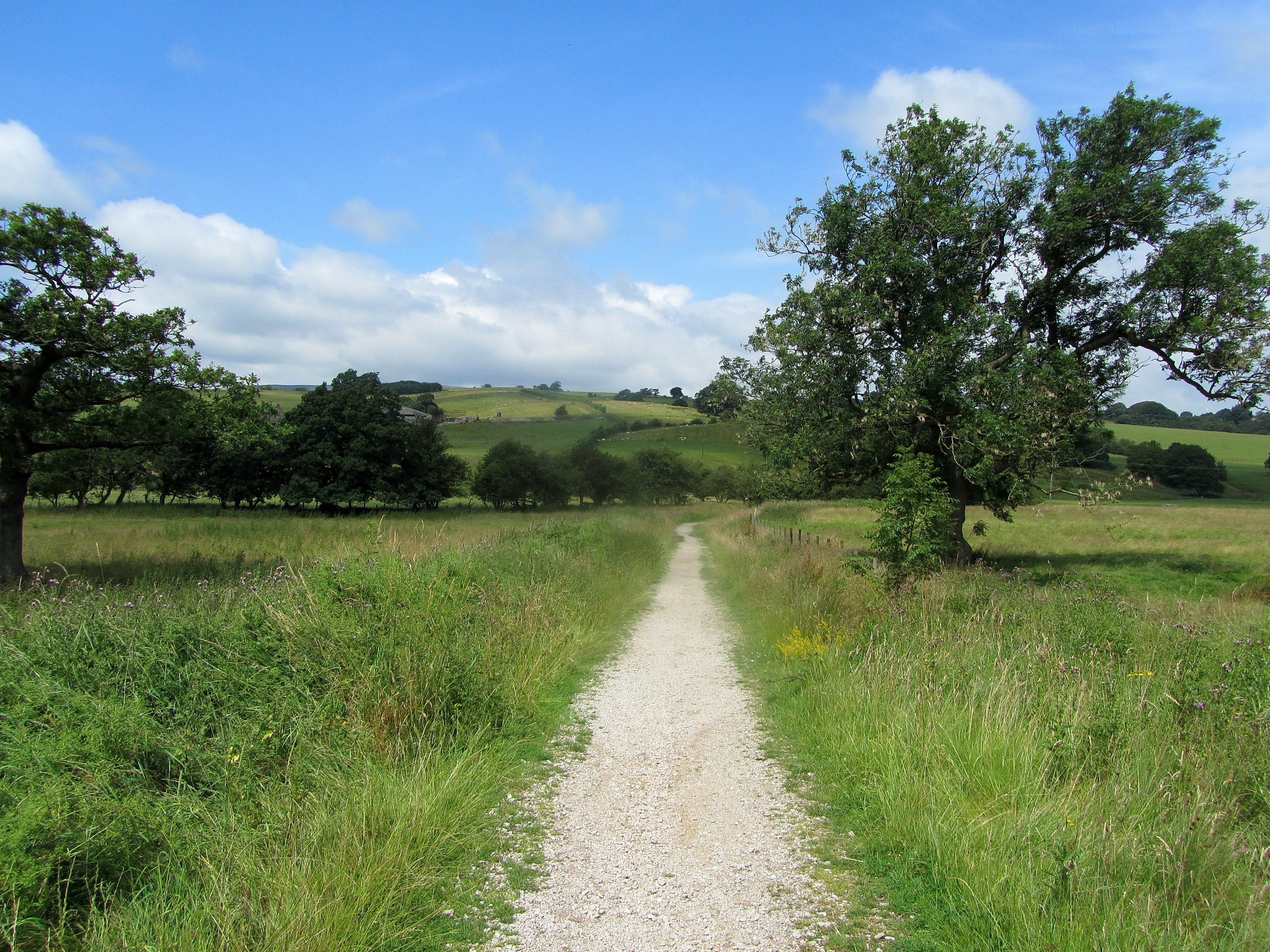
Burnley Way, em Ightenhill. A trilha circunda o borough.
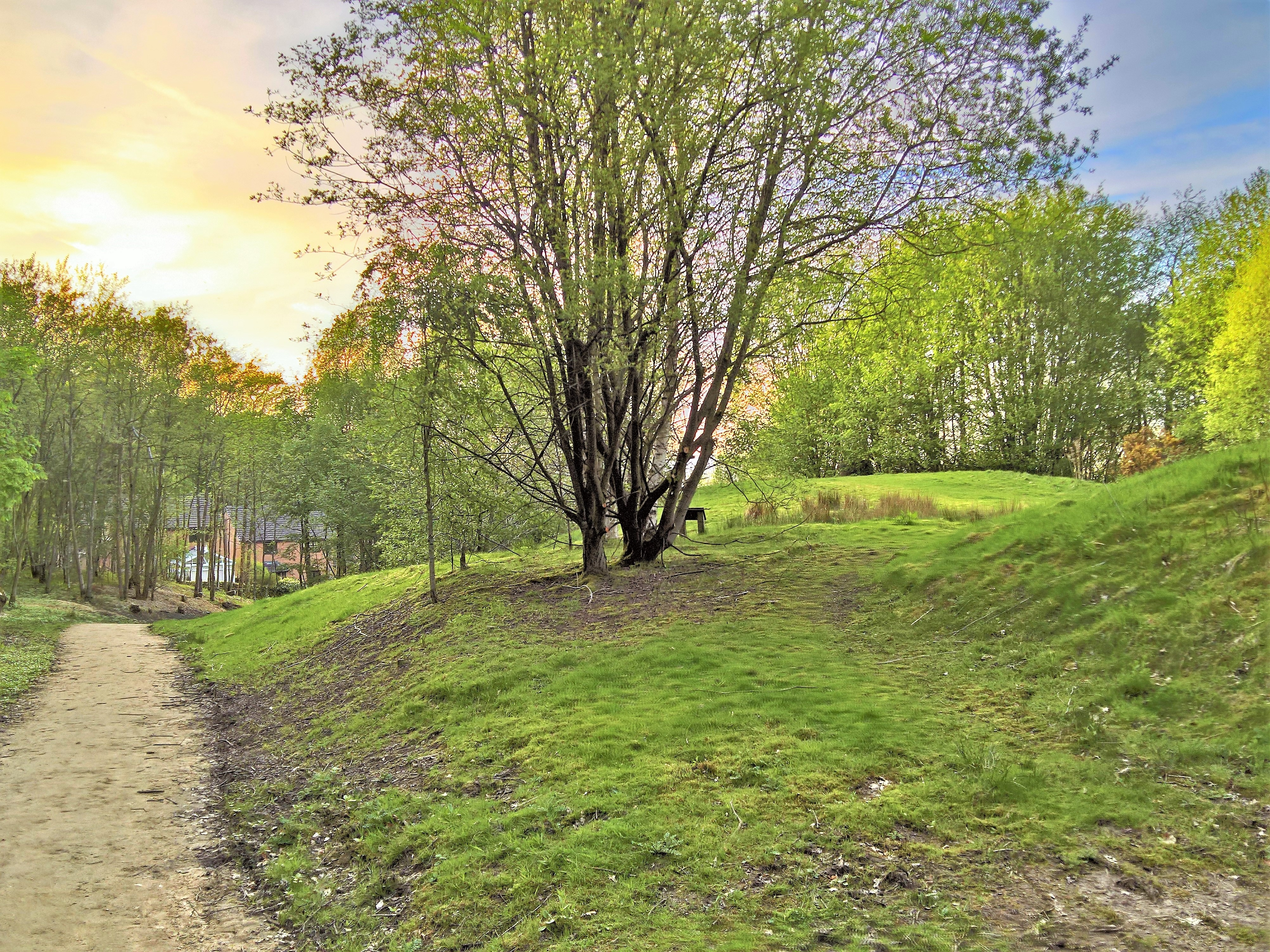
Antigo local da Towneley Colliery, importante área de mineração de carvão na orla de Habergham Eaves.

## Demografia
A população do Borough de Burnley caiu de 130.339 em 1911, para cerca de 87.700 em 2005. Entre 1991 e 2001, a queda do número de habitantes atingiu 2,6%. Sua taxa de pessoas empregadas de 59,0% a coloca em 261º lugar entre 376 autoridades locais na Inglaterra e País de Gales; apenas 12,6% de sua força de trabalho possui alguma graduação, o que a coloca em 325º entre 376 autoridades locais.
Um relatório de 2010, encomendado pela BBC e compilado pela Experian, classificou o Borough como tendo o segundo menor preço de propriedades no país. Isso, combinado com os resultados dos estudantes locais no GCSE e as elevadas taxas de criminalidade, o levou a ser classificado como o pior lugar na Inglaterra.

## Serviços Públicos

### Educação
Serviços de educação no Borough são ofertados e controlados pelo Conselho do Condado de Lancashire.

### Saúde
Os serviços de saúde são fornecidos pela East Lancashire Primary Care Trust (PCT) e East Lancashire Hospitals NHS Trust, com serviços adicionais fornecidos pelo North West Ambulance Service e pelo North West Air Ambulance. O NHS opera o Burnley General Teaching Hospital, enquanto o PCT opera uma rede de cirurgias de clínica geral.

### Polícia
Os serviços de policiamento no Borough são fornecidos pela divisão Pennine da Lancashire Constabulary, com base na delegacia de Burnley, e controlada pelo Conselho do Condado de Lancashire. Existem planos para fundir a divisão Pennine com a vizinha, baseada em Blackburn.
Já a segurança das ferrovias está à cargo da divisão Noroeste da Polícia de Transporte Britânica, cujo escritório mais próximo está localizado em Preston.

### Bombeiros
Os serviços de resgate e combate a incêndios são executados pelo Lancashire Fire and Rescue Service, sob controle do Lancashire County Council.

### Resíduos e Reciclagem
Os serviços de coleta e reciclagem de lixo e limpeza de ruas são de responsabilidade do conselho do Borough, sendo esses serviços atualmente contratados pela Urbaser.
O município aderiu à Estratégia Municipal de Gestão de Resíduos de Lancashire, que especifica que ele deve reciclar ou compostar 61% de todos os seus resíduos até 2020.